# Plymouth Voyager
Plymouth Voyager – samochód osobowy typu van klasy wyższej, a następnie minivan klasy średniej produkowany pod amerykańską marką Plymouth w latach 1974 – 2000.

## Pierwsza generacja

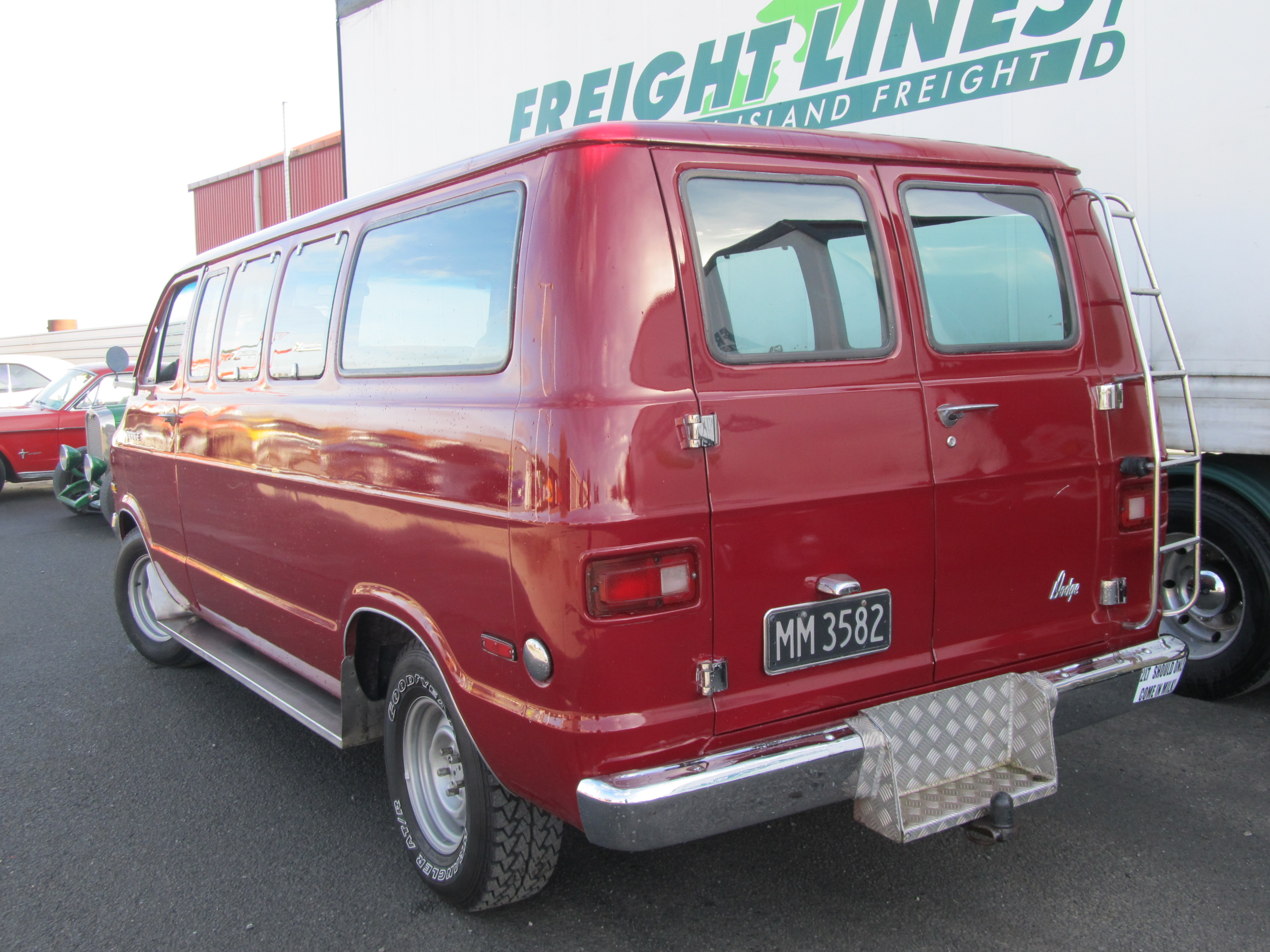
Plymouth Voyager I - tył

Plymouth Voyager I został zaprezentowany po raz pierwszy w 1974 roku.
W 1974 roku Plymouth po raz pierwszy w swojej historii poszerzył ofertę modelową o dostawczo-osobowy, pełnowymiarowy samochód. 
Voyager pierwszej generacji był bliźniaczym modelem w stosunku do Dodge'a Rama Van, odróżniając się od niego bogatszym wyposażeniem i inaczej stylizowaną atrapą chłodnicy. Produkcję zakończono w 1983 roku, porzucając taką koncepcję modelu na rzecz rodzinnego, średniej wielkości vana.

### Silniki
- V8 5.2l LA
- V8 6.8l LA

## Druga generacja

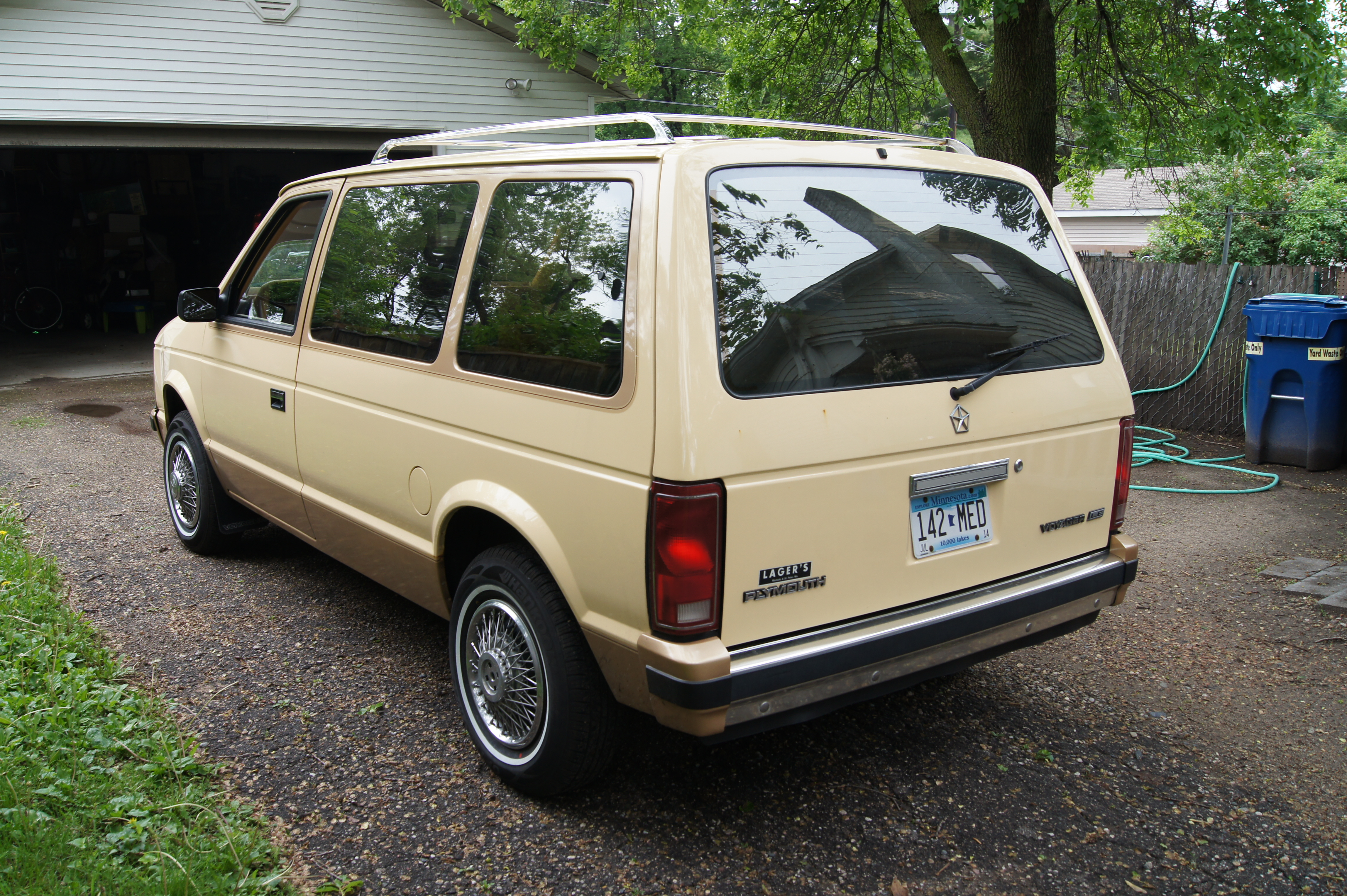
Plymouth Voyager II - tył

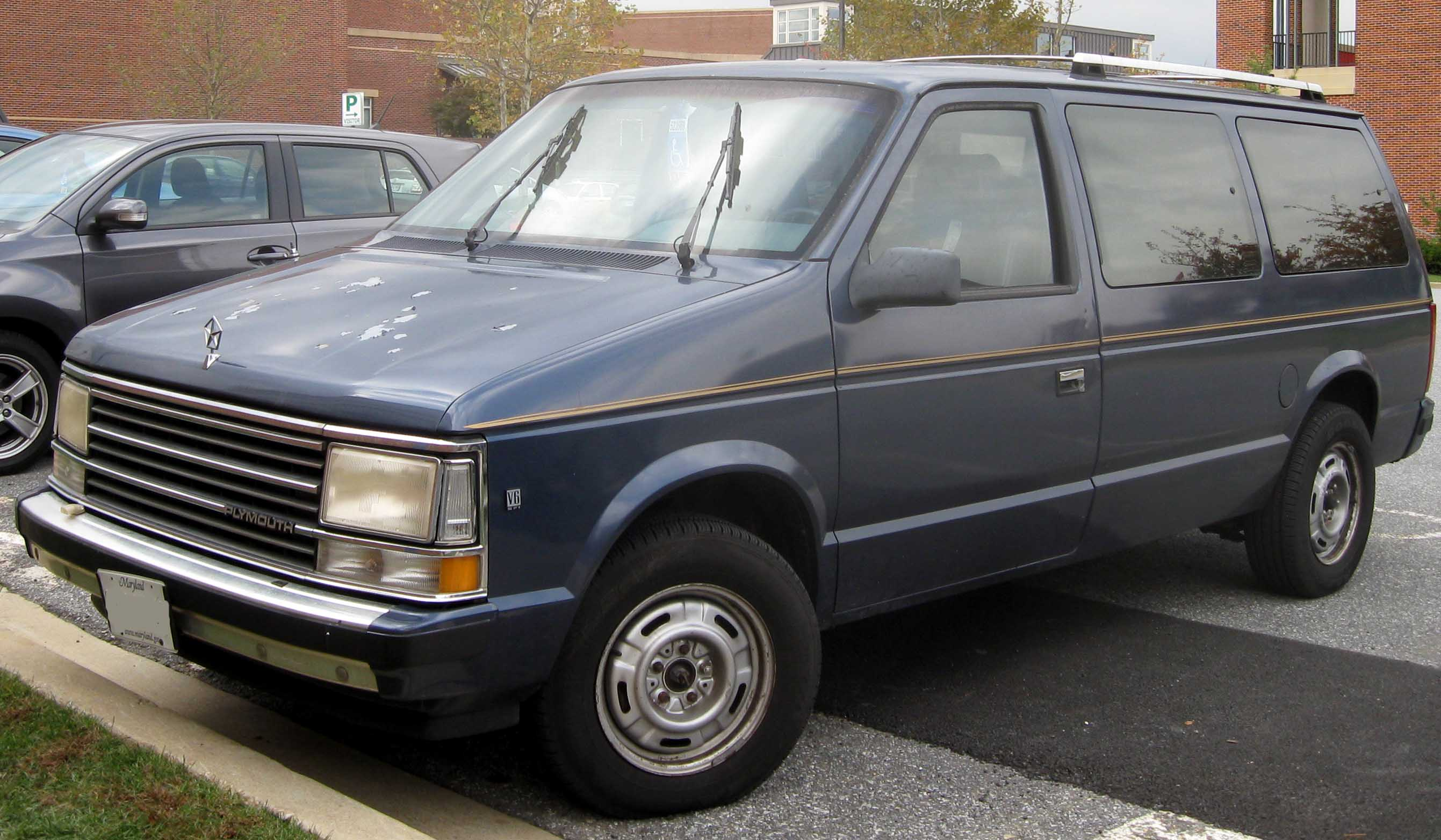
Plymouth Grand Voyager II

Plymouth Voyager II został zaprezentowany po raz pierwszy w 1983 roku.
W listopadzie 1983 roku Plymouth radykalnie zmienił koncepcję modelu Voyager. Zamiast bliźniaczej odmiany dostawczo-osobowego Dodge'a Rama Van, samochód powstał tym razem jako przystępniejsza cenowo, ubożej wyposażona alternatywa dla Dodge'a Caravana i Chryslera Town & Country.
Plymouth Voyager II pod kątem wizualnym odróżniał się od modeli Chryslera i Dodge'a jedynie innymi logotypami oraz nazwami producenta na klapie bagażnika.

### Silniki
- L4 2.2
- L4 2.5
- V6 3.0

## Trzecia generacja

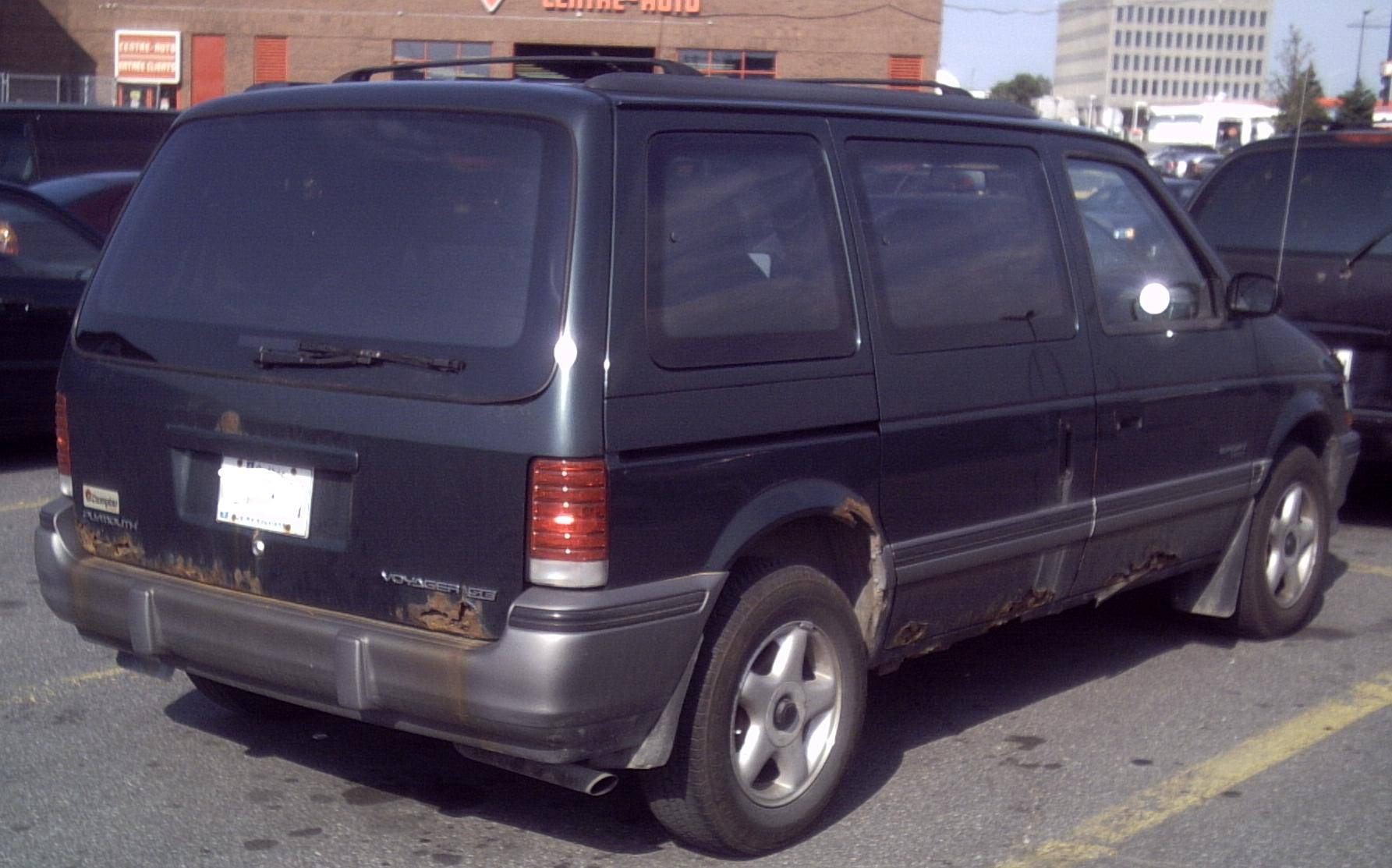
Plymouth Voyager III - tył

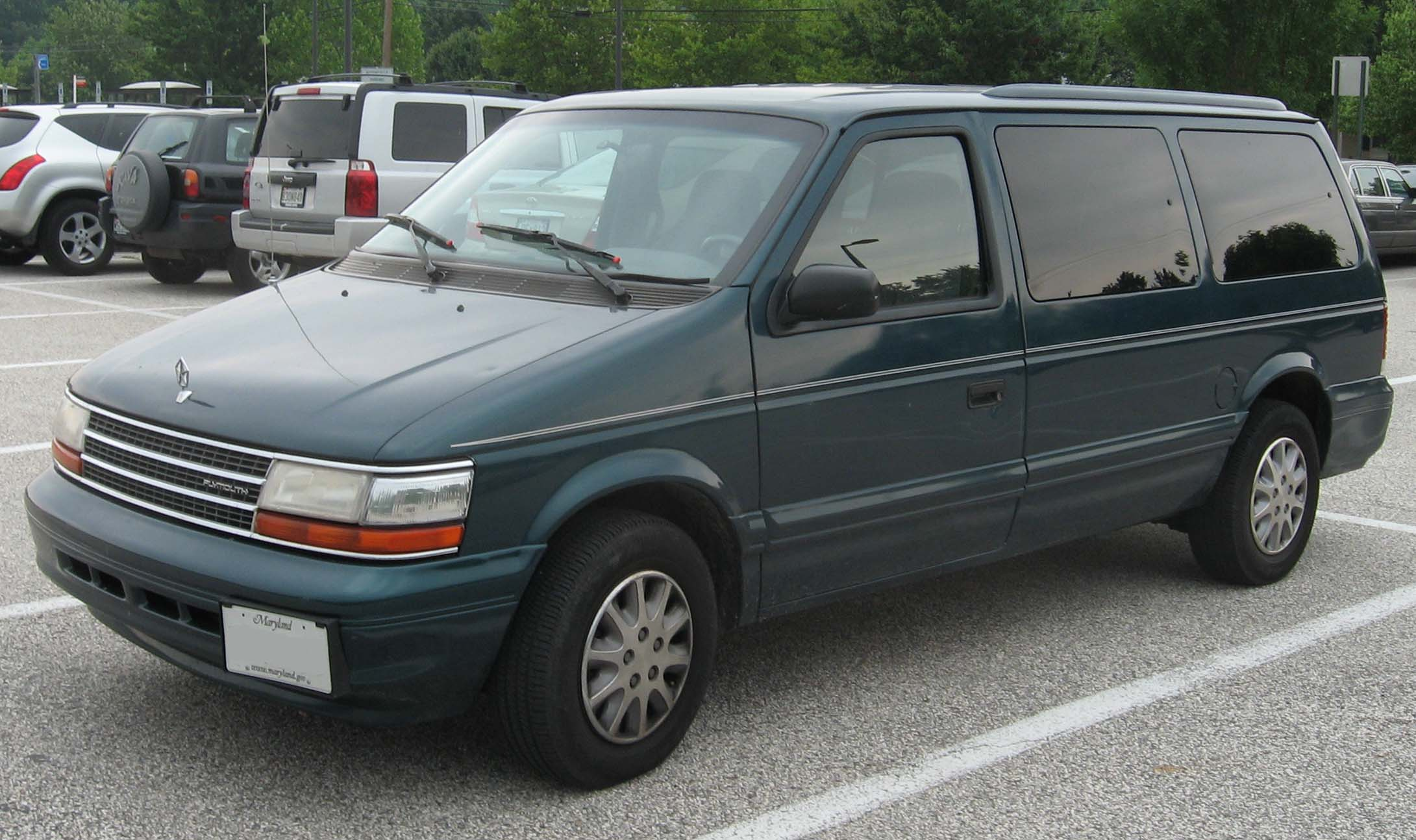
Plymouth Grand Voyager III

Plymouth Voyager III został zaprezentowany po raz pierwszy w 1990 roku.
Na początku 1990 roku koncern Chryslera przedstawił kolejne wcielenie swoich vanów klasy średniej. Pierwszy zadebiutował Dodge Caravan, w sierpniu Plymouth Voyager III, a jesienią do oferty dołączył model Chryslera.
Podobnie jak w przypadku poprzednika, van Plymoutha był najtańszą i najubożej wyposażoną alternatywą dla pozostałych bliźniaczych konstrukcji, odróżniając się innymi logotypami i napisami na klapie bagażnika oraz drzwiach kierowcy i pasażera.

### Silniki
- L4 2.5
- L4 2.5 Turbo Diesel
- V6 3.0
- V6 3.3

## Czwarta generacja

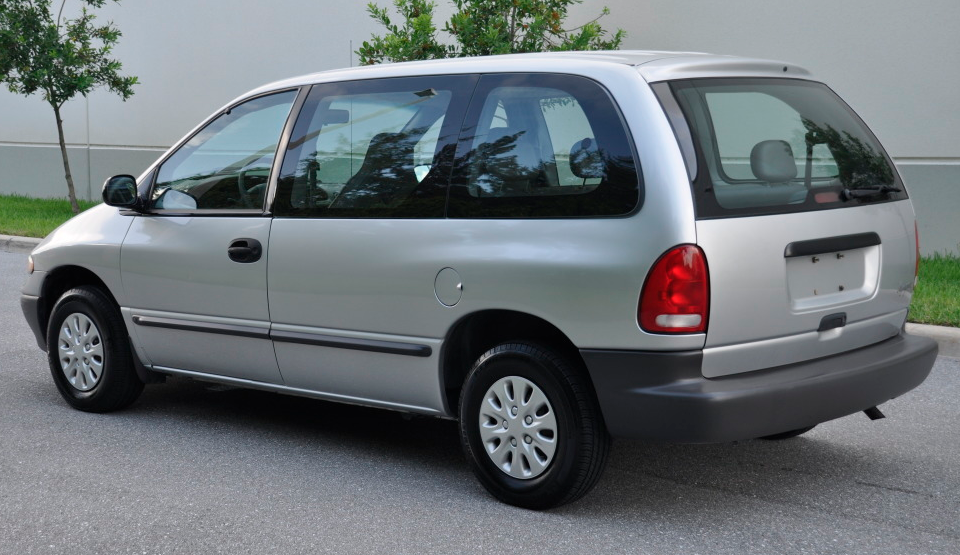
Plymouth Voyager IV - tył

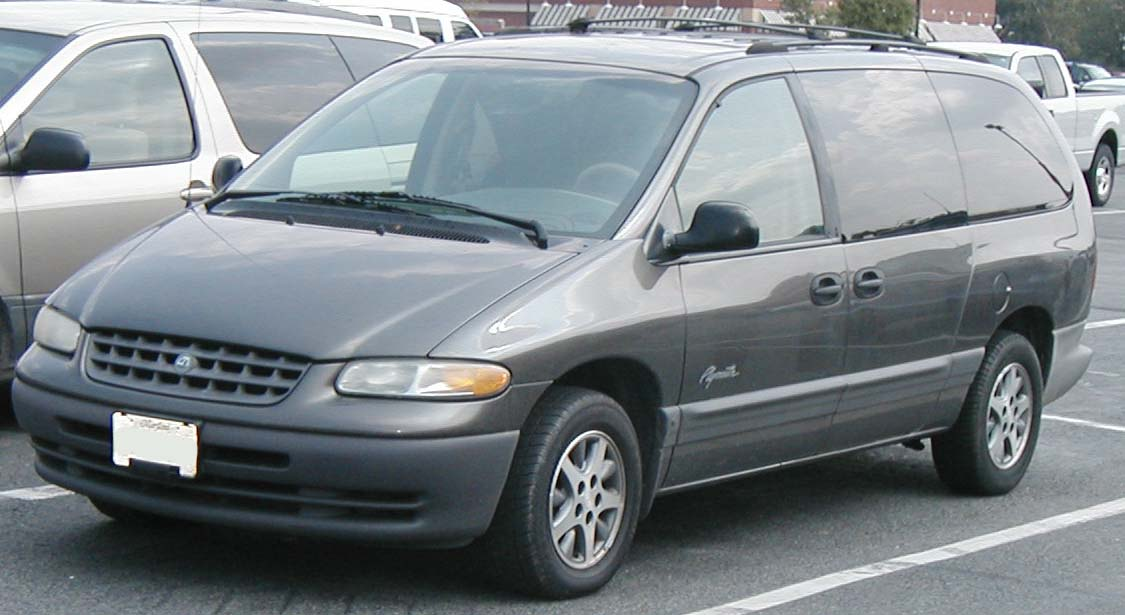
Plymouth Grand Voyager IV

Plymouth Voyager IV został zaprezentowany po raz pierwszy w 1995 roku.
Voyager czwartej generacji został zaprezentowany wraz z bliźniaczymi konstrukcjami Chryslera i Dodge'a w 1995 roku, przechodząc gruntowną metamorfozę w stosunku do poprzednika - nadwozie stało się bardziej krągłe, przestronniejsze i pojemniejsze. 
Plymouth zdecydował się też nadać bardziej indywidualne cechy wyglądu - pojawił się własny, charakterystyczny projekt atrapy chłodnicy i wyraźnie zaakcentowane emblematy producenta na drzwiach oraz klapie bagażnika.
Z powodu likwidacji marki Plymouth w 2000 roku, produkcja modelu zakończyła się bez następcy, z kolei modele Chryslera i Dodge'a doczekały się kontynuacji produkcji i kolejnych wcieleń.

### Silniki
- L4 2.0 SOHC
- L4 2.0 DOHC
- L4 2.4
- L4 2.5 Turbo Diesel
- V6 3.3
- V6 3.8